# Internazionali d'Italia 1989
Italian Open 1989 — тенісний турнір, що проходив на відкритих кортах з ґрунтовим покриттям Foro Italico в Римі (Італія). Належав до Nabisco Grand Prix 1989 і турнірів 5-ї категорії Туру WTA 1989. Чоловічий турнір тривав з 15 до 21 травня 1989 року, жіночий - з 8 до 14 травня 1989 року. Альберто Манчіні і Габріела Сабатіні здобули титул в одиночному розряді.

## Фінальна частина

### Одиночний розряд, чоловіки
Альберто Манчіні —  Андре Агассі 6–3, 4–6, 2–6, 7–6, 6–1
- Для Манчіні це був 2-й титул за сезон і 4-й - за кар'єру.

### Одиночний розряд, жінки
Габріела Сабатіні —  Аранча Санчес Вікаріо 6–2, 5–7, 6–4
- Для Сабатіні це був 3-й титул за сезон і 21-й — за кар'єру.

### Парний розряд, чоловіки
Джим Кур'є /  Піт Сампрас —  Даніло Марселіно /  Мауру Менезіс 6–4, 6–3
- Для Кур'є це був 1-й титул за рік і 1-й — за кар'єру. Для Сампраса це був єдиний титул за сезон і 1-й — за кар'єру.

### Парний розряд, жінки
Елізабет Смайлі /  Джанін Тремеллінг —  Манон Боллеграф /  Мерседес Пас 6–4, 6–3
- Для Смайлі це був 4-й титул за сезон і 25-й — за кар'єру. Для Тремеллінг це був 2-й титул за сезон і 4-й — за кар'єру.